# 田土部駅
田土部駅（たどべえき）は、茨城県新治郡新治村（現・土浦市）田土部にあった筑波鉄道筑波線の駅（廃駅）である。

## 概要
単式ホーム1面1線の地上駅。無人駅である。

## 歴史
- 1937年（昭和12年）7月26日：筑波鉄道 (初代) により開業[1][2]。
- 1945年（昭和20年）3月20日：会社合併に伴い、常総筑波鉄道の駅となる。
  - 太平洋戦争中に廃止[1]。
- 1950年（昭和25年）2月17日：開業[1]。
- 1965年（昭和40年）6月1日 ：常総筑波鉄道と鹿島参宮鉄道が合併して関東鉄道が成立。同社の駅となる[4]。
- 1979年（昭和54年）4月1日：事業譲渡に伴い、筑波鉄道の駅となる[4]。
- 1987年（昭和62年）4月1日：筑波線の廃線に伴い廃止[3]。

## 現状
現在は筑波線の廃線跡を利用したつくば霞ヶ浦りんりんロードの休憩所となり、ホームも残されている。また、廃止前の頃の大木も現在は残っている。

## 隣の駅
筑波鉄道
筑波線
常陸藤沢駅 - 田土部駅 - 常陸小田駅